# Giovanni Battista Venturi
Pour les articles homonymes, voir Venturi.
Giovanni Battista Venturi (né en 1746 à Bibbiano et décédé en 1822 dans sa ville natale) était un physicien italien. Il a découvert et formalisé l'effet portant son nom. Deux dispositifs utilisant cet effet portent également son nom, la pompe Venturi et le tube de Venturi.

## Biographie
Giovanni Battista Venturi est ordonné prêtre en 1769, année où il commence à enseigner la logique dans le séminaire de Reggio d'Émilie.
En 1773 ou 1774, il devient professeur de géométrie et philosophie à l'université de Modène et en 1776 professeur de physique à l'École du génie militaire de Modène.
Établi à Paris en 1796, c'est à la suite de ses nombreux travaux en dynamique des fluides qu'il écrit un ouvrage où il décrit ce qui deviendra l'effet Venturi, qui est la relation très contre-intuitive entre la vitesse d'un fluide et sa pression (image ci-dessous). À cette occasion, il invente le tube de Venturi, permettant de mesurer la différence de pression entre deux sections de diamètres différents d'un même tube.

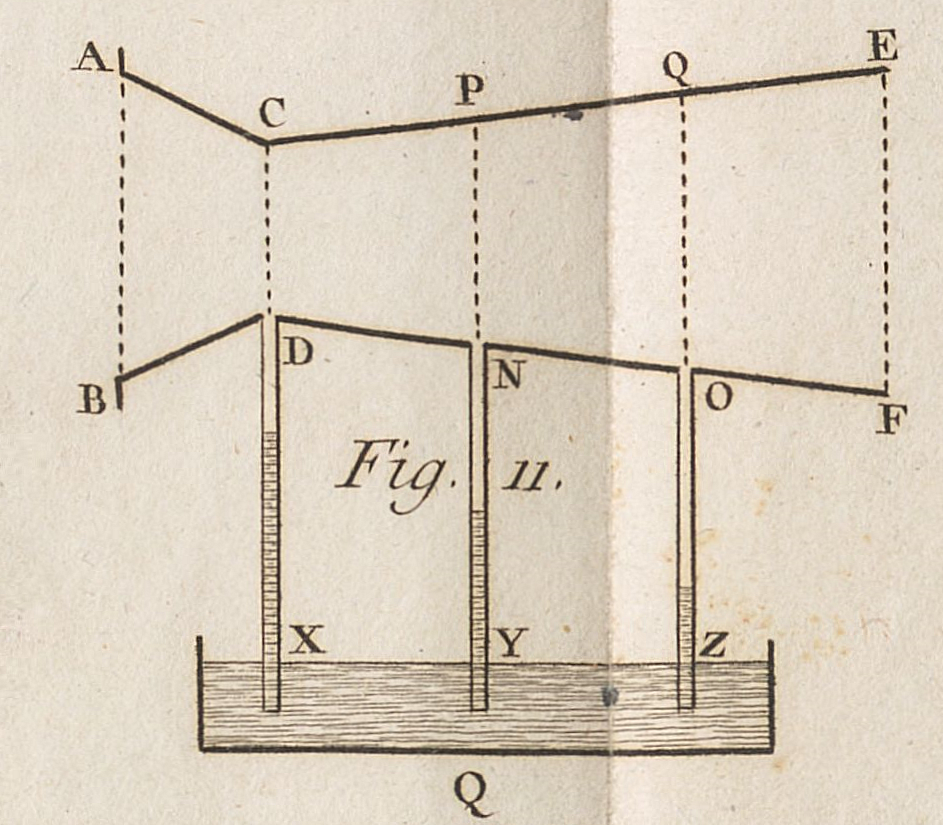
Schéma du fameux "venturi".

Il réalise également des travaux en acoustique sur les sons audibles et en optique sur les couleurs.